# リアド・ジェラシ
リアド・ジェラシ（Riadh Jelassi、1971年5月15日 - ）は、チュニジアの元サッカー選手。元チュニジア代表。ポジションはフォワード。

## 来歴
1996年にチュニジア代表デビュー。1998 FIFAワールドカップのメンバーにも選ばれ、1試合に出場した。また、出場機会は無かったが、2002 FIFAワールドカップのメンバーにも選ばれた。チュニジア代表で通算23試合に出場、5得点をあげた。

## 代表歴

### 出場大会
- チュニジア代表
  - 1998 FIFAワールドカップ
  - 2002 FIFAワールドカップ

### 試合数
- 国際Aマッチ 23試合 5得点（1996年-2002年）[1]

| チュニジア代表 | 国際Aマッチ | 国際Aマッチ |
| 年             | 出場        | 得点        |
| -------------- | ----------- | ----------- |
| 1996           | 2           | 1           |
| 1997           | 9           | 2           |
| 1998           | 7           | 0           |
| 1999           | 0           | 0           |
| 2000           | 0           | 0           |
| 2001           | 2           | 2           |
| 2002           | 3           | 0           |
| 通算           | 23          | 5           |